# Echipa națională de fotbal a Guamului
Echipa națională de fotbal a Guamului este selcționata de fotbal a Guamului, un teritoriu de peste mări al Statelor Unite, și este controlată de Asociația de Fotbal din Guam. Echipa a fost fondată în 1975 și este membru FIFA în 1996. Este una din cele mai slabe echipe din Asia, reușind prima victorie pe 11 martie 2009 îningând selecționata Mongolia cu 1-0.

## Calificări

### Campionatul Mondial
- 1930 până în 1998 - nu a participat
- 2002 - nu s-a calificat
- 2006 până în 2010 - s-a retras

### Cupa Asiei
- 1956 până în 1992 - nu a participat
- 1996 până în 2004 - nu s-a calificat
- 2007 - nu a participat
- 2011 - nu s-a calificat

### Campionatul Asiei de Est
- 2003 - nu s-a calificat (locul 5 în calificări)
- 2005 - nu s-a calificat (locul 5 în calificări)
- 2008 - nu s-a calificat (locul 6 în calificări)
- 2010 - nu s-a calificat (locul 4 în a doua rundă calificări)

### Cupa Challenge AFC
- 2006 - Prima rundă
- 2008 - Nu s-a calificat, locul 4 în grupe
- 2010 - nu a participat

## Jocurile din Sudul Pacificului
- 1963 - nu a participat
- 1966 - nu a participat
- 1969 - nu a participat
- 1971 - nu a participat
- 1975 - prima rundă
- 1979 - prima rundă
- 1983 - nu a participat
- 1987 - nu a participat
- 1991 - prima rundă
- 1995 - prima rundă
- 2003 - nu a participat
- 2007 - nu a participat

## Jocurile Micronesiei
- 1998 - Campioni
- 2001 - nu a participat

## Lot
|  | P | Joseph Laanan                | 14 February 1988  | - | - | Guam Shipyard                 |  |  |
|  | P | Kalen Lizama                 | 31 august 1990    | - | - | Mangilao Hyundai              |  |  |
|  |   |                              |                   |   |   |                               |  |  |
|  | F | Fredrick Benton              | 16 June 1986      | - | - | Orange Crushers               |  |  |
|  | F | James Gawel                  | 29 June 1987      | - | - | Purple Leopards               |  |  |
|  | F | Edward Christian Calvo       | 30 April 1990     | - | - | Mangilao Hyundai              |  |  |
|  | F | Anthony Borja Junior         | 1 February 1984   | - | - | Mangilao Hyundai              |  |  |
|  | F | Carlo Tambora                | 6 January 1990    | - | - | NO KA OI                      |  |  |
|  |   |                              |                   |   |   |                               |  |  |
|  | M | Baltazar Atalig              | 12 august 1990    | - | - | Guam Shipyard                 |  |  |
|  | M | Mark Chargualaf              | 3 January 1991    | - | - | Paintco Strykers              |  |  |
|  | M | Dominic Gadia                | 18 January 1986   | - | - | Quality Distributors          |  |  |
|  | M | Scott Leon Guerrero          | 22 august 1990    | - | - | Loyola Marymount University   |  |  |
|  | M | Paul Long                    | 22 April 1985     | - | - | Quality Distributors          |  |  |
|  | M | Ric Francis Mantanona        | 25 May 1986       | - | - | Quality Distributors          |  |  |
|  | M | Ian Mariano                  | 7 October 1990    | - | - | Monterray                     |  |  |
|  | M | Zachary Pangelinan           | 16 June 1988      | - | - | Guam Shipyard                 |  |  |
|  |   |                              |                   |   |   |                               |  |  |
|  | A | Matthew Cruz                 | 23 June 1986      | - | - | Quality Distributors          |  |  |
|  | A | Alan Jamison                 | 5 October 1981    | - | - | Quality Distributors          |  |  |
|  | A | Christopher "Chris" Mendiola | 28 January 1990   | - | - | University of Central Florida |  |  |
|  | A | Elias Merfalen               | 7 September 1989  | - | - | Guam Shipyard                 |  |  |
|  | A | Jin Oh                       | 5 February 1987   | - | - | Boston University             |  |  |
|  | A | Eric Sotto                   | 10 September 1990 | - | - | Mangilao Hyundai              |  |  |